# Bat-Ochiryn Bolortuyaa
Bat-Ochiryn Bolortuyaa (mongol : Бат-Очирын Болортуяа), née le 15 mai 1997 à Bulgan (Mongolie), est une lutteuse mongole concourant en -53 kg. Après une médaille de bronze mondiale en 2019, elle est une nouvelle fois médaillée de bronze mais aux Jeux olympiques d'été de 2020.

## Carrière
En 2019, elle monte sur la troisième marche du podium des championnats du monde 2019 en -55 kg. Deux ans plus tard, elle est médaillée de bronze en -53 kg aux Jeux olympiques d'été de 2020.

## Palmarès

### Jeux olympiques
- médaille de bronze en lutte libre féminine -53 kg aux Jeux olympiques d'été de 2020 à Tokyo

### Championnats du monde
- médaille de bronze en lutte libre féminine -55 kg aux Championnats du monde 2019 à Noursoultan